# Phaenocarpa seitneri
Phaenocarpa seitneri är en stekelart som beskrevs av Josef Fahringer 1929. Phaenocarpa seitneri ingår i släktet Phaenocarpa och familjen bracksteklar. Inga underarter finns listade i Catalogue of Life.